# Curio muirii
Curio muirii là một loài thực vật có hoa trong họ Cúc. Loài này được L.Bolus miêu tả khoa học đầu tiên năm 1915.